# Telge Kraft
Telge Kraft var ett av Södertälje kommuns helägt dotterbolag som ingick i Telgekoncernen. Telge Kraft var ett oberoende tjänsteföretag på den nordiska elmarknaden. Bolaget förvaltade Södertälje kommuns och Telgekoncernens elbehov, men skapade även lösningar för stora och energikrävande företag. Bolaget såldes 2016 till den norska energileverantören LOS AS och bytte namn till LOS Energy AB. Numera ägs det av Å Energi, som även omfattar det tidigare LOS AS. LOS Energy AB har dessutom bytt namn till Entelios.